# غرافيتي فولز
غرافيتي فولز (بالإنجليزية: Gravity Falls) هو مسلسل رسوم متحركة مغامرة رعب كوميدي أمريكي مكون من موسمين عددهم 40 حلقة مع مجموعة من الحلقات القصيرة من تأليف أليكس هيرش الذي عمل على عدة أعمال مسبقًا تضمنت مدرسة الأسماك، وعمل على لوحات قصص مسلسل مغامرات فلاب جاك وقام بأداء أحد الأصوات في مسلسل فارس وفادي. وإنتاج والت ديزني تيليفشن آنيمايشن. بدأ عرضه في عام 2012 بينما انتهى عرضه رسميًا بعد الموسم الثاني في فبراير 2016، عرضت الحلقة الأولى في الشرق الأوسط لأول مرة في 19 أكتوبر، 2012، وبدأ عرض المسلسل رسميًا في 10 نوفمبر، 2012 على قناة ديزني الشرق الأوسط. تم عرض الموسم الأول باللغة الإنجليزية بدايةً من 15 يونيو، 2012 بشكل تحميسي، وبدأ عرضه الرسمي 29 يونيو، 2012. وتم تأكيد عرض الموسم الثاني في 14 يونيو، 2014، على أن يبدأ العرض في أغسطس من نفس العام. وبعد اكتمال عرض الموسم الأول كاملاً قررت شركة ديزني نقل المسلسل إلى قناة ديزني إكس دي بداية من أغسطس، 2014، والذي أعتبر بيتًا جديدًا للمسلسل.
أكد ألكس هيرش في أغسطس، 2013 نوايه السابقة عن كون المسلسل مكوَّن من ثلاث مواسم، بحيث تستعرض القصة موسمًا لكل شهر من أحداث الصيف المتكون من ثلاث أشهر. رأى ألكس لاحقًا، على رغم ذلك، كون هذا العدد من الحلقات كثيرٌ جدًا وقرر جعله من موسمين فقط، مع احتمالية عمل فيلم في النهاية. في 20 نوفمبر، 2015 أعلن ألكس كون الموسم الثاني آخر موسم وعدم وجود نوايا لمد السلسلة بأي شكل حيث قال إنه قد أنهى الإعداد لنهاية المسلسل ومصير جميع الشخصيات قد قام بتحديده بالفعل، لينتهي المسلسل بإجمالي أربعون حلقة وبحلقة ختامية مقسمة على ثلاث حلقات تحت عنوان «عالم الغرائب». عُرض المسلسل مرة أخرى على ديزني إكس دي في ماراثون من الحلقات استمر عرضه لستٍ وثمانون ساعة بداية من 12 فبراير، 2016 وصولاً حتى اليوم 15 فبراير من نفس العام.

## الفكرة
قام ألكس هيرش مؤلف ومنشئ مسلسل غرافيتي فولز بتجهيز الفكرة كفيلم قصير بخس التكلفة مدته 11 دقيقة، لتطلب منه ديزني عمل مسلسل رسوم متحركة طويل مبنيٍّ على ذلك الفيلم التجريبي القصير الذي قد قام بعمله في معهد كاليفورنيا للفنون. اشترت منه ديزني الفكرة لتبدأ عرض المسلسل في صيف العام 2012. تمثلت الفكرة في التوأمان ديبر وميبل اللذان ينتقلان إلى منزل عمهما ستان الذي كان قد حوله لمتحف غرائب وفخُّ سياح يعرف باسم الكشك الغامض ليقضيا معه فترة الصيف فيبدأ ديبر بملاحقة غرائب المدينة من سحرة، فضائيين، أقزام والموتى الأحياء.
تحولت الحلقة التجريبية لاحقًا إلى الحلقة الأولى المعروفة مع بعض التغيرات في سرد قصة الحلقة ونمطها الرسومي لنمط أغلى وأكثر إتقانًا. تم اقتباس العديد من الشخصيات والأحداث من أشخاص وأمور واقعية، حيث يمثل ديبر مؤلف البرنامجألكس هيرش وتعبر ميبل عن أخته التوأم إريل، بينما يعبر العم ستان عن جد ألكس هيرش الحامل لنفس الاسم، ويعبر سوس عن أحد أصدقائه القدامى، أما ويندي على حب أليكس الأول. بينما تعبر الأحداث عن أحلام التوأم ألكس وإريل في قضاء صيفٍ يعيشانه ملئيًا بالمتعة والإثارة. بينما يمثل كوخ الغموض مكانًا حقيقيًا بولاية أوريغون يدعى بيت الغموض وهو عبارة عن فخ سياحي أيضًا. تم اقتباس مدينة غرافيتي فولز من عدة مدن واقعية وحدائق عالمية.

## القصة
تتمثل قصة مسلسل غرافيتي فولز في التوأمَين ديبر وميبل اللذان يقرر والديهما ضرورة نقلهما لقضاء إجازة الصيف في بلدة تبدو مملة بولاية أوريغون الأمريكية، تدعى غرافيتي فولز حيث يعيشان مع عمهما العجوز ستان في بيته الذي حوله لفخٍ سياحي يجني منه المال باسم كوخ الغموض. تبدأ الأحداث في التغير مع التوأمان ديبر وميبل تمامًا فور اكتشاف ديبر كتابًا مخبئًا بالغابة يحمل الرقم ثلاثة على يد من ست أصابع. الكتاب مدون فيه كل غرائب المدينة المختلفة التي سجلها أحد الأشخاص سابقًا عقب دراسات أجراها على تلك المدينة المختلفة عن غيرها من المدن، وأكثرهن غموضًا. منذ تلك اللحظة يتحول صيف التوأمين من صيفٍ مملٍ في مدينة ناعسة إلى أكثر صيف مشوقٍ سيقضيانه في حياتهما، الأفضل مِن ناحية المغامرات والغموض والإثارة. حيث ينطلق التوأمان في فك ألغاز هذة المدينة المليئة بالغموض، محاربة الأشرار، التصدي للمخربين وغيرها من الأمور اللااعتيادية بالنسبة للتوأمَين.

## الأحداث

### الموسم الأول
تتابع قصة المسلسل مغامرات ديبر وميبل على مدار موسمين بعد أن أرسلهما والديهما إلى غرافيتي فولز المتواجدة بولاية أوريغون، حيث يدير عمهما ستانلي باينز «الكوخ الغامض»، إنه فخ سياحي حيث يدفع الزوار ثمنًا أعلى من المعتاد لينظروا إلى معروضاتِ أغرب متحف في العالم.
تبدأ الأحداث مباشرة من الحلقة الأولى، حينما يعثر ديبر على كتاب وسط الغابة يحمل شكل يد ذات ست أصابع في مقدمته وعليها الرقم ثلاثة، يحتوي الكتاب أبحاثًا دقيقة عن الغرائب والألغاز التي تحيط بمدينة غرافيتي فولز مِن الموتى الأحياء، الأشباح والأقزام وغيرهم.
يسعى التوأم ديبر وميبل لاكتشاف الأسرار الغامضة التي تدور حول تلك المدينة طوال أحداث صيف عام 2012 بمعوانة الكتاب الذي معهما.
تبدأ العديد من الألغاز والغرائب في الظهور في طريق ديبر وميبل أثناء أحداث الموسم الأول والتي تتضمن لهفة ميبل للحب والصداقة مع الأولاد لتكتشف أن حبها الأول هو مجموعة أقزام حاولو اختطافها لتتويجها ملكة عليهم، بعد توهمت ديبر لأول وهلة بكونهم مِن الموتى الأحياء ليكتشف الحقيقة كميبل كونهم أقزام، وفي نفس الحلقة نرى ستانلي وهو يدخل لخندق أسفل الكوخ الغامض محاولاً التخفي كي لا يراه أحد، تتابع الأحداث حتى مقابلتهما لوحش الجزيرة الضخم والذي يكتشفان في نهاية الأمر كونه آليًا صنعه المدعو بفيدل فورد ماغكت المعروف باسم العجوز ماغكت،
تستمر الأحداث ليقابل التوأم قضية تخريب في تمثال ستانلي باينز الشمعي، ليدركا في النهاية وجود غرفةٍ سريةٍ في الكوخ الغامض تحتوي على مجموعة تماثيل ليكتشف التوأمان أن جميع التماثيل الشمعية باتت حيّة وهي مَن سببت كل ذلك الخراب، فيتصدى التوأمان لهم بعد أن حاولوا قتلهما.
يظهر بعد ذلك شرير الموسم الأول المعروف باسم غيديون غليفل أو غيديون الصغير، وهو يمتلك نسخة ثانية من الكتاب أفضل من تلك التي يمتلكها ديبر، مما منحه القدرة على ممارسة بعض الأشياء الغريبة والسحرية كالتنجيم والتحكم في الجاذبية، محاولاً بعد ذلك التقرب من ميبل والفوز بقلبها ليجد ديبر عائقًا في طريق أحلامه منذ اللحظة الأولى.
تستمر الأحداث وسط غرائب مدينة غرافيتي فولز نرى فيها ديبر ومحاولته أن يكون جريئًا ليغامر بصحبة مجموعٍ من المراهقين من أصدقاء ويندي وهي من إحدى عاملات الكوخ الغامض، ليدرك أن تلك الجرأة أدَّت لعواقب وخيمة، حيث دخل المراهقين إلى أحد المحلات المسكونة بالأشباح التي لم ترضى أن تتركهم إلا بعد تضحية من ديبر باينز برقصه إحدى رقصات الطفولة المحرجة، وتنتقل الأحداث لنرى ديبر ومحاربته التقاليد الذي نسبت إلى الرجولة برفضه طلبًا بقتل الدب متعدد الرؤوس ليثبت رجولته وقوته في حلقة "ديبر ضد الرجولة"، في نفس الوقت التي تعمل فيه ميبل على الربط بين ستانلي باينز والفتاة التي أحبها.
نكتشف في الحلقة التالية لها سرًا جديدًا من أسرار الكوخ الغامض تتمثل في ماكينة تصوير سحرية، قادرة على نسخ البشر أنفسهم،
فيقوم ديبر بتكرير نفسه عدة مرات ليستطيع الحصول على فرصته مع حبه ويندي الذي يستمر معه طوال الأحداث، في نفس الحلقة نتعرف على صدقيتي ميبل الجديدتين وعدوتها «بسفكا نورث ويست» ابنة مؤسس المدينة أيضًا.
وتبدأ أحداث الحلقة التالية بعنوان «كنز غير عادي»، حيث يكتشف فيها التوأمان سرًا من أسرار الولايات المتحدة الأمريكية، بكون أنَّ لديهم رئيسًا تم إخفائه عن أعين الناس يعرف بكوانتن ترامبلي نتيجة تصرافته الطائشة والغير المسئولة بالإضافة إلى ما سموُّه تدنٍ في معدلات الذكاء ليعرف باسم الرئيس الثامن والنص للولايات المتحدة الأمريكية بدلاً من التاسع، ويكتشف التوأمان أيضًا حقيقة أكذوبة عائلة نورثويست كونها المكتشِفة والمؤسِسة الحقيقية لمدينة غرافيتي فولز.
تتدافع الأحداث لنصل إلى حلقة «الخنزير المسافر عبر الزمن»، والتي يقدم لنا المسلسل فيها شخصيتين جديدتين هما بلندن بلاندن المسافر عبر الزمن ووادلز حيوان ميبل الآليف الجديد، تدور أحداث الحلقة حول محاولة ديبر لجذب انتباه حبه الجديد «ويندي» بدلًا من اهتمامها بصديقها روبي ويسعى إلى ذلك في يوم المهرجان فتدور الأحداث عكس توقعاتة مؤديًا إلى أصابه ويندي فيسرع روبي في مساعدتها، في نفس الوقت تكون ميبل قد فازت بحيوانها الآليف الجديد «وادلز»،
يكتشف بعدها التوأمان شخصية بلندن بلاندن المسافر عبر الزمن وآلته الزمنية التي يأخذنها منه ليحاول ديبر عدم تكرار غلطته مع ويندي، لكن كل مرة يبوء الآمر بالفشل ألا تلك المرة عندما ساعدته ميبل مضحيتًا بحيوانعا وادلز وفرصة حصولها عليه، ليفضل ديبر أخته ميبل على نفسة ويعودان مرة أخيرة بالزمن ليفقد ديبر فرصته تلك مع ويندي بينما تحصل ميبل على حيوانها.
تبدأ حلقة قتال المقاتلين، حيث يحاول ديبر التصدي لروبي فيتوعدة روبي بقتال في موعدٍ ومكان محدد فيكتشف ديبر أثناء قلثة من موعد القتال شفرة خاصة في أحد ألعاب صاله الآركيد، قادرة على أخراج الشخصيات من اللعبة للحياة وتستمر الأحداث بكذبه من ديبر على المقاتل من اللعبة وإخباره بإن روبي قد قتل والده فيتعود المقاتل بالانتقام من روبي ليتنهي الأمر بعد تعذيب المقاتل لروبي بعرفه أن الآمر أكذوبة فيضطر لمقاتلة ديبر بنفسه، ليقاتله ديبر تأديبًا على فعلته.
نرى بعدها حلقة «ديبر الصغير»، حيث يغار ديير من كون شقيقته ميبل أطول منه بفارق بسيط مما يؤدي إلى بحثه عن حل لتلك المشكلة تنتهي بعثوره على مجموعة كريستالات لها قدرات سحرية للتصغير والتكبير، ليستغلها ليكون أطول من ميبل أخته، لكن سرعان ما ينقلب الوضعى على كليهما حيث يقبض عليهما شرير الموسم الأول «غيديون غليفل» محاولًا سلب الكوخ الغامض منهما لكن تلك المحاولة تفشل تمامًا.
تنتقل الأحداث تباعًا نحو حلقة «صيف وين»، عيد الهلع لكن في الصيف تلك المرة،
لنرى ديبر محاولًا أن يثبت نضوجة لحبه ويندي ليلفت نظرها له مرةً أخرى ويعدها بالذهاب إلى حفل مراهقين عوضًا عن جمع الحلوى مع أخته ميبل والذي رآي أنه تصرف طفولي رغم أقتناعة به في باديء الآمر،
يقابل التوأمان وحشًا مصنوعًا من بقايا الحلوى يهددهما بجمع عددٍ معينٍ من الحلوى والأ قام بقتلهما قبل انطفاء أخر يقتنية، وبعد جمعهم للعدد المطلوب يضيعهم كلهم ديبر محاولًا لفت نظر ويندي مرًا أخرى، مما يعرضهم لخطر التصدي لوحش الصيف وين.
ننتقل بعدها لنقابل «المديرة ميبل»، حيث تحاول ميبل أثبات لعمها العجوز ستان الخطأ الفادح في سياسته مع الموظفين والعملاء وكيف تعود بالسلب عليه، فينتقل ستانلي لإجازة قصيرة يترك فيها ميبل مديرًة على الكوخ الغامض والتي تسعى قدر الأمكان لمنح الموظفين والعملاء كل ما يشأون لتجد في نهاية الأمر أن الأحوال قد أنقلبت عليها وأن سياستها بدأت تواكب سياست عمها، فتحاول منع نفسها من هذا قهرًا محاولًا عرض وحش حقيقي بدلًا من تماثيل مزيفة مما يؤدي إلى تدمير جزءٍ من الكوخ الغامض ومعه ضياع أرباح الفترة إلتي تولت فيها ميبل الكوخ، في نفس ذات الأثناء نرى ستانلي وهو قد أشترك بالفعل في برنامج مسابقات وفضلًا عن الرضى بمانى قرر التضحية بالمال كله لفرصة الحصول على مال أكثر ليخسر كل شيءٍ في النهاية.
نرى بعد ذلك سرًا أخر من أسرار الكوخ الغامض، غرفة خاصة سرية في الكوخ يكتشفها سوس تحوى العديد من الأشياء المهمة في أحداث المسلسل وتدور حولها العديد من الخفايا والتي تضمنت سجادة قادر على نقل العقول بين الأشخاص،
تتدافع الأحداث بسرعة للنتقل لنرى هوس ميبل بالشباب حيث تذهب العائلة إلى المسبح العام للإستجمام فتقابل ميبل فتى أحلامها الجديد «ميرماندو» والذي تكتشف في النهاية أنه حوري بحر فتساعده إلى الوصول مرة أخرى للماء، ومن ثم نرى ثقة ميبل بعمها ستان في ترك صدقيها الآليف وادلز معه رغم وجود أحد الوحوش بالخارج، فيتركه ستانلي بالخارج مؤديًا إلى أختطافة، يتقمص ستانلي على ميبل دور البريء الشجاع بأكذوبة أن الوحش أخذه منه قهرًا رغم محاولته لصد الوحش بشجاعة قتالية غير عادية، مما يؤدي لاكتشافهم أن الوحش هو ديناصور طائر من مجموعة ديناصورات تم حفظها أسفل المدينة لملايين السنوات وأن كل ما قاله ستانلي هو كذب.
تبدأ أحداث القصة في توسع كبير بدًا من ظهور شخصية الطفل غيديون في المدينة بشكل أكبر والذي بدوره لديه كتاب مماثل لكن بجزئه الثاني فقط، يسعى غيديون لتجميع كل الكتب معًا ليستطيع أن يفتح لنفسه أفاقًا أمام قوة هائلة ظانّنًا منه إنها ستجعله قادرة على حكم الكون.
يبدأ غيديون في نفس الحلقة بإستدعاء شرير المسلسل بل سايفر لمساعدته في الحصول على «الكوخ الغامض» ومنه يعثر على الكتاب الأول المخبأ في الكوخ عن طريق الحصول على الرقم السري لخزنة مالكه ومنه إلى صك الملكية.
يواجه التوأمان ديبر وميبل المتاعب في التصدي أول مرة لبل سايفر داخل عقل ستانلي باينز والذي دخل ليحصل على رقم خزنة ستانلي باينز ودخل التوأمان وسوس عامل ستانلي الضخم ليمنعاه من هدفه بدوريهما، يكتشف التوأمان العديد من الخبايا داخل عقل ستان، ويكتشف ديبر كم ظلم ستان في كل ما حمله له من مشقة حيث علم كيف كان كل هذا لمصلجته أولًا وأخرًا، يستمر بحثهم عن الرقم السري ليروا سوس بدوره قد وجده ليكتسفوا كونه بل سايفر متقمصا شكله، وبقوة بل شايفر داخل عقل ستانلي أستطاع منع الأولاد من التصدي له، لكن سرعان ما أدرك ديبر أنهم طوال وجودهم في عقل ستانلي هم قادرين على التملك من أي قوى وأماني يحلمون بها لينتهي الأمر بتصديهم لبل سايفر أول مرة داخل عقل ستانلي رغم حصول غيديون بطرق أخرى على صك الملكية.
يتنهي الموسم الأول بحلقة صعود غيديون، حيث يتمكن غيديون من الحصول على الكوخ الغامض فينتقل ديبر وميبل وستانلي للعيش ببيت سوس وجدته، حيث نرى ستانلي الغير قادر على رعاية الأولاد أو توفير الطعام لها يعدهما للعودة إلى أهلهما، بينما يقوم فدلفورد مغكت ببناء آلي عملاق لغيديون الصغير بجوار الكوخ الغامض والذي أعلن غيديون عن نيته لتحويله لمدينة ترفيهية ليأخذ الأمر حجة لبناء الآلي وتوزيع كاميرات مدمجة في شارات على سكان البلدة،
يحاول ديبر التصدي لغيديون باستخدام الكتاب الثالث فيأتيان بجماعات من الأقزام لمحاربتهِ، لكن نتيجة لذكاء غيديون إستطياع إيقاف وصدهذا الهجوم ليكتشف أن ديبر معه الكتاب الثالث، والذي ظن غيديون في باديء الأمر أنهم كتابين فقط لا ثلاثة ليصدم بهذا الآمر فيلاحق التوأمان باستخدام آليه ليحصل على الجزء الأول من الكتاب حيث كان التوأمان في هذة الأثناء قد صعدا على متن حافلة العودة بالفعل إلتي كان يقودها سوس بعد رحيله عن الكوخ الغامض، لتدور ملاحقة بين غيديون والتؤمان تنتهي باقتحام ديبر آلي غيديون ومحاربته من داخله فيقوم بتدميره كليًا حيث يصل عمهم ستان في نفس الوقت ليضيع تعاطف أهل البلدة مع غيديون ومناصرته في كل آن بكشف حقيقته أمام الحشود المتجمعة بكونه يراقبهم في كل لحظة باستخدام الكاميرات المدمجة، مما يعرض غيديون للأسر ويسترجع ستان صك الملكية يعود ديبر وميبل للكوخ الغامض مرة أخرى ليستعرض ديبر على عمه ستان الدفتر الذي وجده فيأخذه ستانلي منه باعتبار إنه سيقراءة وإنه يعتبر كل هذا مجموعة تخاريف وتفاهات مشيرة بيده لصفحة عشوائية، وتنتهي الحلقة بدخول ستانلي لحرجة خاصة تحت الكوخ الغامض يظهر فيها الكتب الثلاثة معًا ويستخدمهم جميعًا لتشغيل بوابة بعديه وصفها مؤلف الكتب بخطرها الشديد واحتماليه تدميرها للبشرية.

### الموسم الثاني
تبدأ أحداث الموسم الثاني بحلقة جديدة خاصة لعيد الهالوين، حيث يقيم ستانلي حفلًا كبيرًا في الكوخ الغامض كي يغطي على ما يحدث أسفل الكوخ، في حين أن تأثير البوابة البعدية قد أدي إلى وصول إشارات غير طبيعية لجهاز حماية الولايات المتحدة الأمريكية مما يدفعهم ليضعوا ستانلي ضمن قائمة المتهمين لخروج الأشارات غير الطبيعية من كوخه، في نفس تلك الأثناء يحاول ديبر أن يخبر موظفا الآمن من الحكومة بأمر غرائب غرافيتي فولز، لكنهم يكتفون بإعطائهم رقمه أللذي يحاول تمزيقه ستانلي رغبًا منه في أخفاء ما يحدث لكن أثناء الحفل يقابل ديبر موظفا الحكومة فيخبرمها بأمر الكتاب الذي بحوزته فيستهزأن به حتى يلقي تعويذة من الكتاب تؤدي لخروج جماعات ضخمة من الموتى الأحياء اللتي تسحب الموظفان تحت الأرض مما يجعل ديبر يظن أنهم هلكا، يعود ديبر مسرعًا للكوخ كي يجد جماعات الموتى الأحياء تتبعه فيهرب الحضور بينما تحاول ميبل مساعدته فيها يجري ويهربان إلى داخل الكوخ حتى يبلغا أقصاهم من التحمل ليتفاجئا بعمهما ستان يحارب الموتى الأحياء جنبًا بجنب معهم، في نفس الأثناء التي يحاول فيها ديبر التوصل لحل باستخدام الكتاب بينما يدفعه عمه للأحتماء بعيدًا في الكوخ، وبمحض الصدفة يكتشف ديبر كلامًا مكتوبًا بحبر سري لا يظهر إلا تحت تأثير الضوء الأسود ويجد فيه نقطة ضعف الموتى الأحياء، فيساعده فيها عمه ستان وأخته ميبل حتى يتخلصوا من جميع الموتى الأحياء.
تتابع الأحداث وصولًا للحلقة الثانية من الموسم الثاني بعنوان «إلى الخندق»، حيث بعدما أكتشف ديبر أمر الحبر الخفي المكتوب بيه أجزاء خاصة في الكتاب، ينطلق ديبر ليكتشف خبايا لم يكن يعرف بها سبقًا عن غرافيتي فولز ليكتشف أمر وجود خندقٍ تحت إحد أشجار الغابة، بمساعدة ميبل، سوس وويندي تبدأ مغامرتهم، حيث تعثر ويندي على مفتاح الدخول وهو عبارة عن رفاعة معدنية على شكل جذع شجرة، ينتقل التوأم مع ويندي وسوس نحو الخندق لبيكتشفاه بشكل أعمق، فبمحض خطأ فادح يعلق ديبر وويندي داخل غرفة عبارة عن فاصل بين غرفتين في الخندق، وتهددة ميبل بعدم فتح الباب قبل الأعتراف لويندي بحبه، لكن نتيجة عناده تستمر ميبل رافضه فتح الباب لكن الباب الأخر من خلفهم يفتح ليدخلا إللي غرفا أخرى ليروا بها قفصًا محطمًا وعددًا كبير من الأنفاق، يقابلوا فيها شخصًا يدعي إنه كاتب الكتب ليحصل عليها من ديبر لكن ويندي تكشفه ليعرفوا في النهاية إنه متحول قادر على إتخاذ أي شكلٍ يراه فيبأ في مطاردة ديبر وويندي، وبعدمما تقلق عليهما ميبل تدخل هي وسوس لتجد ما قد يندمها على فعلتها التتي هددت حياتهما، لكن في النهاية يستطيعون التصدي للمتحول بقوة الماء بعد إتخاذه شكل ويندي يستطيع ديبر التفرقة بين كليهما فتضحي ويندي لتدمير والفتك بالمتحول، فيظن ديبر إنها ماتت معترفًا لها بحبه ليكتشف إنها لازالت على قيد الحياة وقد سمعت ما قال، يتخلص ديبر من المتحول بتجميده في الآله الموجودة بالخندق فيتوعده المتحول قبل تجميده مباشرة، بينما يبشرهما سوس بإنه عثر على أحد أجهزة الحاسوب المتنقلة والتي قد تعود لكاتب الكتب، وتنتهي الحلقة بنقاش يدور بين ويندي وديبر بشأن حبه لها.
تأتي بعد ذلك الحلقة الثالثة «حرب الجولف» والتي تستعرض المنافسة التي ضارت بين باسفكا نورثويست وميببل باينز بشأن من أكثرهم مهارة في تلك الرياضة، ليحددا موعدًا سويًا في المساء للمنافسة، لكن ديبر وميبل يكتشفأن من جعلهم يلجأن لحيلة الغش، حيث علما كليهما أن في كل حفرة مجموعة من الكرات الحيه مسئولة عن تحركيها وتحديد الفائز والخائسر، فيستغلاهما لكل يفوزا لكن ينقلب الوضع ضدهما، ويتنهي الآمر ببعض المودة بين كل من عائلة باينز وباسفكا نورثويست.
ويبدأ ثاني ظهور للشرير الأهم في المسلسل في حلقة «مسرح الجوارب»، حيث يسوق هوس ميبل بالشباب وتمنيها الحصول على حب في فترة الصيف لجعلها تنظم حفل جوارب لتكسب حب صديقها الجديد والذي كان مهوسًا بهذا الفعل، بينما على الصعيد الأخر كان ديبر مشغولًا بمحاولة فك تشفير الرقم السري للحاسوب الذي عثرا عليه في الخندق، ومع كثرة المحاولات الخاطئة وإهمال ميبل لديبر أستغل بل سايفر الوضع للظهور، حيث أمهل الحاسوب ديبر مدة محددة والا ستمحى كل ملفاته تلقئيًا، فأجرى أتفاقًا مع بل على أن يساعدة في فك الرقم السري مقابل أن يعطيه أحد الدمي ليأحذها كجسد فيزيائي له في بعدهم، والذي كان الأتفاق لعبًا في الكلام فأخذ ديبر نفسه كجسد فيزيائي وقام بتحطيم الحاسوب كله موفيًا بجزئة في الأتفاق، فقد ظهر اسم صاحب الحاسوب وهو العجوز ماغاكت،
يقضي ديبر اليوم بطوله في جسد غير فيزيائي محاولًا التواصل مع أي شخص لنجدته فلا يفلح، وتستمر ميبل في تجهيز حفلها، ويدخل ديبر مستغلًا الموقف في جسد فيزيائي لدمية من الجوارب ليتواصل مع ميبل ويحكي لها ما حدث، فينضم ديبر للمسرحية والتي ظنها جزئًا من المسرحية المجهزة لا أرتاجالا في سبيل مكافحة بل، يقوى التوأمان على بل مرة أخرى حيث تضحي ميبل بعرضها وحبها في سبيل عودة جسد أخيها مرة أخرى.

## الشخصيات

### الشخصيات الرئيسية
- ديبر باينز (Dipper Pines)

ديبر هو الشخصية الرئيسة في المسلسل ذو عمر الأثنى عشر عامًا والتي تدور حوله أحداث القصة منذ لحظة انتقاله هو وشقيقته إلى غرافيتي فولز، عقب قرار والديهما بضرورة حصولهما على بعض الوقت في منطقة نقية. يعيش ديبر مع أخته ميبل عند أخ جدتهم ستانلي باينز. يكتشف ديبر في أولى حلقات المسلسل كتابًا مخفيًا في الغابة يحوي عليه الرقم الثلاثة، كان ملكًا لشخص سجل فيه كل ما جمعه عن مدينة غرافيتي فولز من غرائب وخفايا وأشياء غامضة وقام بتقسيمها على ثلاث كتب لمنع وقوعهم في الأيد الخطأ ظنًا منه أنه صنع كارثة.
- - مؤدي الصوت: جيسون ريتر
  - المدبلج العربي: عبدالله حمادة (الموسم الأول)
  - المدبلج العربي: أحمد الآغا (الموسم الثاني)
- ميبل باينز (Mabel Pines)

ميبل هي شقيقه وتوأم ديبر وتعد بطلة المسلسل ذات نفس العمر وتتمتع بشخصية فريدة من هوسها بالأولاد والفرق الشبابيه، حتى حبها في تجميع الملصقات وصناعة الكنزات، تكون مع ديبر فريقًا لا مثيل له على مدار أحداث المسلسل.
- - مؤدية الصوت: كريستن شال
  - المدبلجة العربية: وفاء عبدالله
- ستانلي باينز (Stanley Pines)

ستانلي باينز هو العم الأكبر لديبر وميبل، يعيش في غرافيتي فولز بهوية شقيقه ستانفورد باينز ويعد من أكثر الشخصيات التي تخفي الأسرار في غرافيتي فولز كلها.
- - مؤدي الصوت: أليكس هيرش
  - المدبلج العربي: هشام حمادة
- سوس (Soos)

سوس هو العامل الضخم الذي يعمل في الكوخ الغامض منذ الصغر، فارقه أبيه وهو في عمرٍ ضغير ولم يره من جديد ويتمتع سوس بالعديد من الأسرار إلتي يخبأها وقدرته على أكتشاف أماكن سرية في الكوخ الغامض.
- - مؤدي الصوت: أليكس هيرش
  - المدبلج العربي: أحمد الآغا
- ويندي (Wendy)

ويندي هي عامله مراهقة في الكوخ الغامض، لم تظهر والدتها طوال حلقات المسلسل وهي الفتاة التي أحبها ديبر طوال المسلسل، قام بمصارحتها بحبه في أول حلقات الموسم الثاني من المسلسل.
- - مؤدية الصوت: ليندا كارديليني
  - المدبلجة العربية:

### شخصيات أخرى
- المأمور بلابز (Sheriff Blubs)

المأمور بلابز هو أحد ضابطي الشرطة في غرافيتي فولز.
- - مؤدي الصوت: كيفن مايكل ريتشاردسون
  - المدبلج العربي: هشام حمادة
- العجوز ماكغاكيت (Old Man McGucket)

العجوز ماكغاجيت أو فدلفورد ماكغاكيتهو رفيق ستانفورد باينز في رحلته البحثيه عن أسرار وخبايا غرائب مدينة غرافيتي فولز.
- - مؤدي الصوت: أليكس هيرش
  - المدبلج العربي:
- مانلي دان (Manly Dan)

مانلي دان هو والد ويندي في مسلسل غرافيتي فولز.
- - مؤدي الصوت: جون ديماغيو
  - المدبلج العربي:
- غيديون الصغير (Lil' Gideon)

غيديون الصغير هو شرير الموسم الأول من مسلسل غرافيتي فولز، مستدعي بل سايفر للعودة مرة أخرى لغرافيتي فولز.
- - مؤدي الصوت: ثوروب فان أورمان
  - المدبلج العربي:
- روبي (Robbie)

روببي هو صديق ويندي طوال الموسم الأول، الذي سعى ديبر لقطع العلاقة بينه وبين ويندي ليفوز هو بقلبها، أنقطعت علاقتهما في أحد حلقات الموسم الأول حينما حاول تنويمها برسائل خفيه في أغنية أدعى أنه كتبها لها.
- - مؤدي الصوت: تي جاي ميلر
  - المدبلج العربي:
- تايرون (Tyrone)

تايرون هو أحد مستنسخي ديبر من حلقة ديبر المتعدد.
- - مؤدي الصوت: جيسون ريتر
  - المدبلج العربي: عبد الله حمادة
- رمبل ماكسكيرميش (Rumble McSkirmish)
  - مؤدي الصوت: برايان بلوم
  - المدبلج العربي:
- غيفاني (GIFfany)

هي فتاة مبرمجة حاسوبيًا ذات ذكاء أصتناعي قامت بالقضاء على مبرميجها، تظهر في إحدى الحلقات حينما يحاول سوس التدرب بإستخدامها على موعده الغرامي الأول، فتمنعه جيفاني وتبدأ في مطاردته لأخذه لها فقط دونًا عن سواها.
- - مؤدي الصوت: جيسيكا ديكيكو
  - المدبلج العربي: ولاء خوالدة
- غاري (Gary)
  - مؤدي الصوت: باول شير
  - المدبلج العربي: ماهر جابر

## قائمة الحلقات الرئيسية
يتكون مسلسل غرافيتي فولز من موسمين، كل موسم يتكون 40 حلقة. تم بثهما في الفترة بين 15 يونيو من العام 2015 حتى 15 فبراير من العام 2016.
| الموسم | الموسم | عدد الحلقات | تاريخ العرض في الولايات المتحدة                        | تاريخ العرض في الولايات المتحدة |
| الموسم | الموسم | عدد الحلقات | العرض الأول                                            | أخر عرض                         |
| ------ | ------ | ----------- | ------------------------------------------------------ | ------------------------------- |
|        | 1      | 20          | 15 يونيو، 2015 (الإعلان) 29 يونيو، 2015 (العرض الرسمي) | 2 أغسطس، 2013                   |
|        | 2      | 20          | 1 أغسطس، 2014                                          | 15 فبراير، 2016                 |

### الموسم الأول
| ترتيب الحلقة | عنوان الحلقة                                         | العرض الأول في الولايات المتحدة                   |
| ------------ | ---------------------------------------------------- | ------------------------------------------------- |
| 1            | السياح محتجزون (Tourist Trapped)                     | 15 يونيو، 2012. (الإعلان) 29 يوليو، 2012. (العرض) |
| 2            | أسطورة الغوبلوونكر (Legend of the gobblewonker)      | 29 يونيو، 2012.                                   |
| 3            | صيادو الرءوس (Headhunters)                           | 30 يونيو، 2012.                                   |
| 4            | اليد التي أدهشت ميبل (The Hand That Rocks the Mabel) | 6 يوليو، 2012.                                    |
| 5            | المتجر المسكون (The Inconveniencing)                 | 13 يوليو، 2012.                                   |
| 6            | ديبر ضد الرجولة (Dipper vs. Manliness)               | 20 يوليو، 2012.                                   |
| 7            | ديبر المضاعف (Double Dipper)                         | 10 أغسطس، 2012.                                   |
| 8            | كنز غير منطقي (Irrational Treasure)                  | 17 أغسطس، 2012.                                   |
| 9            | الخنزير المسافر عبر الزمن (The Time Traveler's Pig)  | 24 أغسطس، 2012.                                   |
| 10           | قتال المقتالين (Fight Fighters)                      | 14 سيبتمبر، 2012.                                 |
| 11           | ديبر الصغير (Little Dipper)                          | 28 سيبتمبر، 2012.                                 |
| 12           | صيف ويين (Summerween)                                | 5 أكتوبر، 2012.                                   |
| 13           | المديرة ميبل (Boss Mabel)                            | 15 فبراير، 2013.                                  |
| 14           | الحفرة عديمة القعر (Bottomless Pit!)                 | 1 مارس، 2013.                                     |
| 15           | النهاية العميقة (The Deep End)                       | 15 مارس، 2013.                                    |
| 16           | سجادة الفرص (Carpet Diem)                            | 5 أبريل، 2013.                                    |
| 17           | جنون الصبية (Boyz Crazy)                             | 10 أبريل، 2013.                                   |
| 18           | أرض ما قبل الخنزير (The Land Before Swine)           | 28 يونيو، 2013.                                   |
| 19           | محاربو الأحلام (Dreamscaperers)                      | 12 يوليو، 2013.                                   |
| 20           | صعود غيديون (Gideon Rises)                           | 2 أغسطس، 2013.                                    |

### الموسم الثاني
| رقم الحلقة</> | اسم الحلقة                                                                 | العرض الأول في الولايات المتحدة |
| ------------- | -------------------------------------------------------------------------- | ------------------------------- |
| 1             | رعبي-يوكي (Scary-oke)                                                      | 1 أغسطس، 2014.                  |
| 2             | إلى المخبأ (Into the Bunker)                                               | 4 أغسطس، 2014.                  |
| 3             | حرب الجولف (The Golf War)                                                  | 11 أغسطس، 2014.                 |
| 4             | مسرح دمى الجورب (Sock Opera)                                               | 8 سبتمبر، 2014.                 |
| 5             | سوس والفتاة الحقيقية (Soos and the Real Girl)                              | 22 سبتمبر، 2014.                |
| 6             | رعب محل الهدايا الصغير (Little Gift Shop of Horrors)                       | 4 أكتوبر، 2014.                 |
| 7             | جماعة العين العمياء (Society of the Blind Eye)                             | 27 أكتوبر، 2014.                |
| 8             | لعبة بلندن (Blendin's Game)                                                | 10 نوفمبر، 2014.                |
| 9             | إله الحب (مغني الحب) (The Love God)                                        | 26 نوفمبر، 2014.                |
| 10            | غموض قصر النورثويست (Northwest Mansion Mystery)                            | 16 فبراير، 2015.                |
| 11            | ليس كما يبدو (عودة ستان) (Not What He Seems)                               | 9 مارس، 2015.                   |
| 12            | قصة الأثنين ستان (A Tale Of Two Stans)                                     | 13 يوليو، 2015.                 |
| 13            | زنزانات، زنزانات والمزيد من الزنزانات (Dungeons، Dungeons & More Dungeons) | 3 أغسطس، 2015.                  |
| 14            | المرشح ستانتشوريان (The Stanchurian Candidate)                             | 24 أغسطس، 2015.                 |
| 15            | وحيد قرن ميبل الأخير (The Last Mabelcorn)                                  | 7 سبتمبر، 2015.                 |
| 16            | جذب على جوانب الطريق (Roadside Attraction)                                 | 21 سبتمبر، 2015.                |
| 17            | ديبر وميبل ضد المستقبل (Dipper and Mabel vs. the Future)                   | 12 أكتوبر، 2014                 |
| 18            | عالم الغرائب (Weirdmageddon I)                                             | 26 أكتوبر، 2014                 |
| 19            | عالم الغرائب : إنكار القدر (Weirdmageddon II: Escape From Reality)         | 23 نوفمبر، 2015.                |
| 20            | عالم الغرائب: استعادة الشلالات (Weirdmageddon III: Take Back The Falls)    | 15 فبراير، 2016.                |

## قائمة الحلقات القصيرة
في الفترة ما بين نهاية عرض الموسم الأول لجرافيتي فولز وبداية عرض الموسم الثاني، تم عرض مجموعة من الحلقات القصيرة وعددها 17 حلقة قصيرة مقسمة لعدة سلاسل تضمنت:
|  | السلسلة                                                 | عدد الحلقات |
|  | دليل ديبر للغير مشروح Dipper's Guide to the Unexplained | 6           |
|  | دليل ميبل للحياة Mabel's Guide to Life                  | 5           |
|  | صلحها مع سوس Fixin' It with Soos                        | 2           |
|  | قصاصات التلفاز TV Shorts                                | 2           |
|  | سجل قصاصات ميبل Mabel's Scrapbook                       | 2           |

## الجوائز
| العام | الجائزة                                               | التصنيف                                                                       | مترشح عن | الحالة | المصادر |
| ----- | ----------------------------------------------------- | ----------------------------------------------------------------------------- | --- | ------ | ------- |
| 2012  | جائزة الآني الأربعين                                  | تصميم إنتاجي في عمل متحرك تلفزيوني                                            | إيان وريل | رُشِّح    | [ 8 ]   |
| 2012  | جائزة الآني الأربعين                                  | أداء صوتي في عمل متحرك أذاعي أو تلفزيوني                                      | كريستين شال | فوز    | [ 9 ]   |
| 2013  | جائزة اختيار المراهقين لعام 2013                      | أفضل عمل رسوم متحركة تلفزيوني                                                 | غرافيتي فولز | رُشِّح    | [ 10 ]  |
| 2013  | جائزة آلني الواحد والأربعين                           | أفضل عمل متحرك تلفزيوني أو إذاعي لمجهور الأطفال الصغار                        | غرافيتي فولز | رُشِّح    | [ 11 ]  |
| 2013  | جائزة آلني الواحد والأربعين                           | الإخراج في عمل متحرك تلفزيوني أو إذاعي                                        | جون أوشياما | رُشِّح    | [ 11 ]  |
| 2013  | جائزة آلني الواحد والأربعين                           | أفضل لوحة قصص في عمل تلفزيوني أو إذاعي متحرك                                  | ألونسو راموس راميرز | رُشِّح    | [ 11 ]  |
| 2013  | جائزة الجولدن رييل                                    | أفضل تعديل صوتي في رسوم متحركة تلفزيونية                                      | غرافيتي فولز | رُشِّح    | [ 12 ]  |
| 2013  | جوائز البافتغ للأعمال التلفزيونية                     | أفضل عمل رسوم متحركة                                                          | غرافيتي فولز | رُشِّح    | [ 13 ]  |
| 2013  | جوائز البافتغ للأعمال التلفزيونية                     | أفضل إخراج في عمل رسوم متحركة                                                 | جون أوشياما عن حلقة السياح محتجزون                                                                                           | رُشِّح    | [ 13 ]  |
| 2013  | جوائز البافتغ للأعمال التلفزيونية                     | أفضل كتابة عمل رسوم متحركة                                                    | مايكل ميراندا وألكس هيرش عن حلقة المتجر المسكون                                                                              | رُشِّح    | [ 13 ]  |
| 2013  | جوائز البافتغ للأعمال التلفزيونية                     | أفضل أداء صوتي ذكوري في عمل رسوم متحركة                                       | ألكس هيرش | رُشِّح    | [ 13 ]  |
| 2013  | جوائز البافتغ للأعمال التلفزيونية                     | أفضل أداء صوتي أنثوية في عمل رسوم متحركة                                      | كريستين شال | رُشِّح    | [ 13 ]  |
| 2013  | جوائز البافتغ للأعمال التلفزيونية                     | أفضل إنجاز فني أو بصري في عمل رسوم متحركة                                     | فيل ريندا (تصاميم إنتاج)، إيان وريل (أخراج رسومي)، كريس هوجتهون وسي راجيو (تصميم شخصيات) ومارك جراسيا عن حلقة قتال المقتالين | رُشِّح    | [ 13 ]  |
| 2013  | جوائز البافتغ للأعمال التلفزيونية                     | أفضل شارة بداية في عمل رسوم متحركة                                            | غرافيتي فولز | فوز    | [ 13 ]  |
| 2014  | جائزة اختيار أطفال نكلوديون                           | أفضل شخصية جانبية في عمل رسوم متحركة                                          | وادلز | رُشِّح    | [ 14 ]  |
| 2014  | الحفل الـ66 لتوزيع جوائز القسم الفني ضمن جوائز الإيمي | الإنجاز الفردي المتميز في الرسوم المتحركة                                     | إيان ورريل عن حلقة محاربو الأحلام                                                                                            | فوز    |         |
| 2014  | جائزة اختيار المراهقين لعام 2014                      | أفضل مسلسل رسوم متحركة ضمن بث تلفزيوني                                        | غرافيتي فولز | رُشِّح    | [ 15 ]  |
| 2015  | جائزة الآني الأثنين والأربعون                         | أفضل عمل متحرك تلفزيوني أو إذاعي لمجهور الأطفال الصغار                        | غرافيتي فولز | فوز    | [ 16 ]  |
| 2015  | جائزة الآني الأثنين والأربعون                         | أفضل إنجاز فردي، في الإخراج في عمل رسوم متحركة يبث تلفزيونيًا أو إذاعيًا        | روب رينزيتي | رُشِّح    | [ 16 ]  |
| 2015  | جائزة الآني الأثنين والأربعون                         | أفضل إنجاز فردي، في لوحات القصص في عمل رسوم متحركة يبث تلفزيونيًا أو إذاعيًا    | لوك ويبر، ألونزو راموس، نيل جرايف وستيف هينفلد                                                                               | رُشِّح    | [ 16 ]  |
| 2015  | الحفل الـ67 لتوزيع جوائز القسم الفني ضمن جوائز الإيمي | الإنجاز الفردي المتميز في الرسوم المتحركة                                     | ألونزو راموس عن حلقة ليس كما يبدو (عودة ستان)                                                                                | فوز    | [ 17 ]  |
| 2015  | الأكاديمية البريطانية لجوائز الأطفال                  | العالمي                                                                       | فريق عمل غرافيتي فولز | فوز    | [ 18 ]  |
| 2015  | جائزة اختيار المراهقين لعام 2015                      | أفضل عمل رسوم متحركة                                                          | غرافيتي فولز | رُشِّح    |         |
| 2016  | جائزة الآني الثلاث والأربعون                          | أفضل عمل متحرك تلفزيوني أو إذاعي لجمهور الأطفال الصغار                        | عن حلقة ليس كما يبدو (عودة ستان)                                                                                             | رُشِّح    |         |
| 2016  | جائزة الآني الثلاث والأربعون                          | أفضل إنجاز فردي، في الأخراج في عمل رسوم متحركة يبث تلفزيونيًا أو إذاعيًا        | مات برالي عن حلقة غموض قصر النورثويست                                                                                        | فوز    |         |
| 2016  | جائزة الآني الثلاث والأربعون                          | أفضل إنجاز فردي، في إنتاج التصاميم في عمل رسوم متحركة يبث تلفزيونيًا أو إذاعيًا | إيان وريل وجيفري تومبسون عن "Xpcveaoqfoxso" بثلاثية عالم الغرائب                                                             | رُشِّح    |         |
| 2016  | جائزة الآني الثلاث والأربعون                          | أفضل إنجاز فردي، في الكتابة في عمل رسوم متحركة يبث تلفزيونيًا أو إذاعيًا        | ألكس هيرش وشيون تاكوشي وجون وينستن وجيف روي ومات شابمان عن حلقة ليس كما يبدو (عودة ستان)                                     | رُشِّح    |         |
| 2016  | جائزة اختيار أطفال نكلوديون لعام 2016                 | مسلسل الرسوم المتحركة المفضل                                                  | غرافيتي فولز | رُشِّح    |         |
| 2016  | جائزة بيبودي                                          | أفضل برنامج موجه للأطفال                                                      | غرافيتي فولز | رُشِّح    | [ 19 ]  |
| 2016  | جائزة اختيار المراهقين                                | مسلسل الرسوم المتحركة المفضل                                                  | غرافيتي فولز | رُشِّح    |         |
| 2016  | جائزة الآني الأربع والأربعون                          | أفضل إنجاز فردي، في الكتابة في عمل رسوم متحركة يبث تلفزيونيًا أو إذاعيًا        | جون وينستن وجيف روي وألكس هيرش ومارك ريزو وشيون تاكوشي عن حلقة عالم الغرائب: استعادة الشلالات                                | رُشِّح    |         |
| 2016  | جائزة الآني الأربع والأربعون                          | أفضل إنجاز فردي، في التعديل في عمل رسوم متحركة يبث تلفزيونيًا أو إذاعيًا        | كيفن لوكارو، أندرو سوركيني، نانسي فرازين، توني مزجالسكي عن حلقة عالم الغرائب: استعادة الشلالات                               | رُشِّح    | [ 20 ]  |

## الشفرات
يتضمن مسلسل غرافيتي فولز بالإضافة إلى النسخة المطابقة الرسمية من الدفتر الثالث المتواجد بأحداث المسلسل عددًا من الرموز والجمل المشفرة التي تطلب نظامًا معينًا لحلها حيث تمتلك كل قيمة قيمة مقابلة أو عدة قيم تبنى على كلمة مفتاحية، قام بكتابة كل شفرة ألكس هيرش مؤلف البرنامج نفسه وغالبًا ما كان يتم أرفاقها في وقت متأخر من العمل. تتضمن هذة الشفرات شفرة قصير، أتباش، الرقمية، نظام العد الثنائي، الشفرة المدمجة وفيجينير.

### شفرة قيصر
شفرة قيصر هي الشفرة التي كان يستخدمها الملك قيصر لنقل رسائله مع ضمان عدم الإستيلاء عليها من قبل الأعداء أو بيعها لهم من قبل المرسال فأعتمد على كتابة تلك الرسائل بشفرة خاصة أعطاها لقواده وتعتمد على العودة ثلاث أحرف للوراء لكل حرفٍ مشفر حتى تستطيع الحصول على الرسالة كاملًا،
تم استخدام هذا التشفير بدًا من الحلقة الأولى حتى الحلقة السادسة. تظهر تلك الشفرة بشكل متفرق في أحداث المسلسل في موسمه الثاني.
| الحرف  | A | B | C | D | E | F | G | H | I | J | K | L | M | N | O | P | Q | R | S | T | U | V | W | X | Y | Z |
| ------ | - | - | - | - | - | - | - | - | - | - | - | - | - | - | - | - | - | - | - | - | - | - | - | - | - | - |
| مقابله | X | Y | Z | A | B | C | D | E | F | G | H | I | J | K | L | M | N | O | P | Q | R | S | T | U | V | W |

### شفرة أتباش
شفرة أتباش هي واحدة من الشفرات المتستخدمة في تشفير الألغاز نهاية المسلسل، كانت شفرة آتباش تستخدم في الأصل مع اللغة العبرية، وتعتمد على تبديل كل حرف بالحرف المعاكس له،
فالحرف A يقابله الحرف Z، والحرف B يقابله الحرف Y وتستمر الشفرة على هذا الطريقة،
تم استخامها بدًا من الحلقة السابعة وصولًا حتى الحلقة الثالثه عشر. تظهر تلك الشفرة بشكل متفرق في أحداث المسلسل في موسمه الثاني.
| الحرف  | A | B | C | D | E | F | G | H | I | J | K | L | M | N | O | P | Q | R | S | T | U | V | W | X | Y | Z |
| ------ | - | - | - | - | - | - | - | - | - | - | - | - | - | - | - | - | - | - | - | - | - | - | - | - | - | - |
| مقابله | Z | Y | X | W | V | U | T | S | R | Q | P | O | N | M | L | K | J | I | H | G | F | E | D | C | B | A |

### تشفير A1Z26
هو نوع أخر من التشفير أستخدم في كل من الموسم الأول في الجمل المشفرة نهاية الحلقة المتزامنة مع عرض أسماء طاقم العمل ومجموعة صور غير متفرقة تظهر نهايات الموسم الثاني، حيث يظهر جزء من الصورة الكبرى كل مرة مدون عليه بعض الجمل بهذه الشفرة، وهي تعتمد على مقابلة كل حرف برقم عوضًا عن حرف فعلي، يقابل كل حرف الرقم الممثل له فالترتيب،
تم استخدام تلك الشفرة بدًا من الحلقة الرابعة عشر حتى التاسعة عشر من الموسم الأول وطوال الموسم الثاني بعد أسماء طاقم العمل. تظهر تلك الشفرة بشكل متفرق في أحداث المسلسل في موسمه الثاني.
| الرقم  | 1 | 2 | 3 | 4 | 5 | 6 | 7 | 8 | 9 | 10 | 11 | 12 | 13 | 14 | 15 | 16 | 17 | 18 | 19 | 20 | 21 | 22 | 23 | 24 | 25 | 26 |
| ------ | - | - | - | - | - | - | - | - | - | -- | -- | -- | -- | -- | -- | -- | -- | -- | -- | -- | -- | -- | -- | -- | -- | -- |
| مقابله | A | B | C | D | E | F | G | H | I | J  | K  | L  | M  | N  | O  | P  | Q  | R  | S  | T  | U  | V  | W  | X  | Y  | Z  |

### الشفرة المدمجة
هي شفرة تم أستخدمائها في مسلسل غرافيتي فولز هي الأخرى، حيث تتكون من مجموعة شفرات يتم إستعمالهم تباعًا، تم استخدام هذة الشفر في حلقة «صعود غيديون» حيث أستلزم فك التشفير مقابلة كل رقم مذكور بالحرف الذي يمثلة في الترتيب عن طريق شفرة A1Z26 ومن ثم يقابل كل حرف بالحرف المعاكس له بشفرة آتباش ومن ثم يعود ثلاث أحرف لكل حرف في الجملة تمامًا كشفرة قصير. تظهر تلك الشفرة بشكل متفرق في أحداث المسلسل في موسمه الثاني.
| الرقم  | 1 | 2 | 3 | 4 | 5 | 6 | 7 | 8 | 9 | 10 | 11 | 12 | 13 | 14 | 15 | 16 | 17 | 18 | 19 | 20 | 21 | 22 | 23 | 24 | 25 | 26 |
| ------ | - | - | - | - | - | - | - | - | - | -- | -- | -- | -- | -- | -- | -- | -- | -- | -- | -- | -- | -- | -- | -- | -- | -- |
| مقابله | W | V | U | T | S | R | Q | P | O | N  | M  | L  | K  | J  | I  | H  | G  | F  | E  | D  | C  | B  | A  | Z  | Y  | X  |

### شفرة الرموز
شفرة شائعة ظهرت بشكل كبير في أخر حلقتين للموسم الأول بالإضافة إلى ظهروها في النسخة المطابقة والنسخة المطابقة المحدودة من الدفتر الثالث، وتعتمد على تمثيل كل حرف بعلامة مخصصة له، لم يعرف الرمز المقابلة لحروف Z، Q و X و j حتى الآن. 

### شفرة فيجينير

نظام فك شفرة فيجينير

هي أحد الشفرات المستخدمة في كل من المسلسل والنسخة المطابقة للدفتر الثالث من المسلسل، تعتبر أكثر الشفرات تعقيدًا في المسلسل حيث لا يقابل كل حرف، حرف مُعين بل أن تشغير كل حرف يختلف حسب الكلمة المفتاحية حيث يقابل كل حرفين سويًا نتيجة ثابتة، تم استخدام تلك الشفرة في المسلسل طوال أحداث الموسم الثاني وكانت توضع الكلمة المفاتحية بشكل مخبيء داخل الحلقات أسفل رمز مفتاح مخبأ في البئية العامة لأحداث الحلقة.

## حلول الألغاز المشفرة

### الموسم الأول
| رقم الحلقة | النص المشفر                                                                               | النص الغير مشفر                                                  | ترجمة إلى العربية                                              |
| ---------- | ----------------------------------------------------------------------------------------- | ---------------------------------------------------------------- | -------------------------------------------------------------- |
| 1          | ZHOFRPH WR JUDYLWB IDOOV.                                                                 | WELCOME TO GRAVITY FALLS.                                        | أهلا لغرافيتي فولز.                                            |
| 2          | UHWXUQ WR EXWW LVODQG.                                                                    | NEXT WEEK:RETURN TO BUTT ISLAND                                  | الأسبوع المقبل: عودو لجزيرة المؤخرة.                           |
| 3          | KH'V VWLOO LQ WKH YHQWV.                                                                  | HE'S STILL IN THE VENTS.                                         | هو لا زال في الممرات.                                          |
| 4          | FDUOD، ZKB ZROW BRY FDOO PH?                                                              | CARLA، WHY WONT YOU CALL ME?                                     | كارلا، لماذا لم تهاتفيني؟                                      |
| 5          | RQZDUGV DRVKLPD!                                                                          | ONWARDS AOSHIMA!                                                 | أنطلق أوشيما!                                                  |
| 6          | PU. FDHVDULDQ ZLOO EH RXW QHAW ZHHN. PU. DWEDVK ZLOO VXEVWLWXWH.                          | MR. CAESARIAN WILL BE OUT NEXT WEEK. MR. ATBASH WILL SUBSTITUTE. | السيد قيصريان سيترككم الأسبوع المقبل. السيد آتباش سيأخد مهمته. |
| 7          | KZKVI QZN WRKKVI HZBH: "ZFFTSDCJSTZWHZWHZWFS!                                             | PAPER JAM DIPPER SAYS: "AUUGHWXQHGADSADSADUH!".                  | خطأ ديبر الورقي يقول: "AUUGHWXQHGADSADSADUH!".                 |
| 8          | V. KOFIRYFH GIVNYOVB                                                                      | E. PLURIBUS TREMBLE: Out of many، Trembley.                      | ترجمة من اللاتينية: واحد من وسط الكثير، تمبرلي.                |
| 9          | MLG S.T. DVOOH ZKKILEVW                                                                   | NOT H.G. WELLS APPROVED.                                         | هربرت جورج ويلز ممنوع.                                         |
| 10         | HLIIB WRKKVI، YFG BLFI DVMWB RH RM ZMLGSVI XZHGOV                                         | SORRY DIPPER، BUT YOUR WENDY IS IN ANOTHER CASTLE.               | أسفون ديبر، لكن حبيبتك ويندي في قلعة أخرى.                     |
| 11         | GSV RMERHRYOV DRAZIW RH DZGXSRMT                                                          | THE INVISIBLE WIZARD IS WATCHING.                                | الساحر الخفي يراقب.                                            |
| 12         | YILFTSG GL BLF YB SLNVDLIP: GSV XZMWB                                                     | BROUGHT TO YOU BY HOMEWORK: THE CANDY.                           | قدم أليك من الهوموورك: الحلوى                                  |
| 13         | SVZEB RH GSV SVZW GSZG DVZIH GSV UVA                                                      | HEAVY IS THE HEAD THAT WEARS THE FEZ.                            | الثقيلة هي رأس من يرتدي الطربوش.                               |
| 14         | 14-5-24-20 21-16: "6-15-15-20-2-15-20 20-23-15: 7-18-21-14-11-12-5 '19 7-18-5-22-5-14-7-5 | NEXT UP: "FOOTBOT TWO: GRUNKLE'S 'GREVENGE.'                     | التالي: "ألي-كرة القدم 2، إنتقام العم"                         |
| 15         | 22-9-22-1-14 12-15-19 16-1-20-15-19 4-5 12-1 16-9-19-3-9-14-1                             | VIVAN LOS PATOS DE LA PISCINA                                    | ترجمة من الإسبانية تعيش بطات المسبح.                           |
| 16         | 2-21-20 23-8-15 19-20-15-12-5 20-8-5 3-1-16-5-18-19?                                      | BUT WHO STOLE THE CAPERS?                                        | لكن من سرق القبار؟                                             |
| 17         | 8-1-16-16-25 14-15-23، 1-18-9-5-12?                                                       | HAPPY NOW، ARIEL?                                                | سعيدة الآن، أريل؟                                              |
| 18         | 9-20 23-15-18-11-19 6-15-18 16-9-9-9-9-9-9-9-9-9-9-9-9-9-9-9-9-9-7-19!                    | IT WORKS FOR PIIIIIIIIIIIIIIIIIGS!                               | إنها تعمل للخنااااااااااااازير.                                |
| 19         | 20-15 2-5 3-15-14-20-9-14-21-5-4 ...                                                      | TO BE CONTINUED...                                               | يتبع...                                                        |
| 20         | 5-19-23-6-21-16 18-9-6 4-16-19 22-12-15-10-20-19-25-19-5                                  | SEARCH FOR THE BLINDEYE                                          | أبحث عن العين العمياء                                          |

### الموسم الثاني
| الحلقة | النص المشفر | النص الغير مشفر | الترجمة العربية                                                                            | نوع التشفير                     |
| سكاري-يوكي | 5-19-23-6-21-16 18-9-6 4-16-19... | SEARCH FOR THE... | أبحث عن...                                                                                 | A1Z26                           |
| سكاري-يوكي | 6-12-1-7 | FLAG | العلم                                                                                      | A1Z26                           |
| سكاري-يوكي | TEV FP TBKAV PL MBOCBZQ | WHY IS WENDY SO PERFECT                                                                                                  | لماذا ويندي ممتازة تمامًا                                                                   | قيصر                            |
| سكاري-يوكي | ZDWFK RXW | WATCH OUT | أحترس                                                                                      | قيصر                            |
| سكاري-يوكي | NLOO PH SOHDVH | KILL ME PLEASE | أقتلني، من فضلك!                                                                           | قيصر                            |
| سكاري-يوكي | SMOFZQA JDFV | WELCOME BACK | مرحبًا من جديد!                                                                             | فيجينير                         |
| سكاري-يوكي | 4-16-19 11-23-10 20-9-1-10-5-4-23-15-6-5 15-5 2-19-6-25 21-12-19-2-19-6 | THE MAN DOWNSTAIRS IS VERY CLEVER                                                                                        | الرجل بأسفل الدرج ماهر حقًا                                                                 | المدمجة                         |
| سكاري-يوكي | 21-23-10 16-19 16-15-20-19 16-15-5 8-12-23-10-5 18-9-6-19-2-19-6? | CAN HE HIDE HIS PLANS FOREVER?                                                                                           | هل يمكنه إخفاء خططه للإبد؟                                                                 | المدمجة                         |
| إلى القبو | 010100000111010101110100001000000110000101101100011 011000010000001110011011010010111100000100000011100 0001101001011001010110001101100101 011100110010000001110100011011110110011101100 1010111010001101000011001010111001000100001 | PUT ALL SIX PIECES TOGETHER!                                                                                             | ضع كل الست قطعٍ سويًا!                                                                       | نظام عد ثنائي                   |
| إلى القبو | (نص مشفر بشفرة الرموز) | ICE ICE BABY | ثلجٌ، ثلجُ حبيبي                                                                             | شفرة الرموز                     |
| إلى القبو | (نص مشفر بشفرة الرموز) | AM I ME? IS HE ME? | هل أنا أنا؟ هل هو أنا؟                                                                     | شفرة الرموز                     |
| إلى القبو | OOIY DMEV VN IBWRKAMW BRUWLL | WHAT KIND OF DISASTER INDEED                                                                                             | ما نوع الكارثة حقًا                                                                         | فيجينير (المفتاح: Shifter)      |
| إلى القبو | 15-11-8-6-9-8-19-6 3-5-19 9-18 11-23-21-16-15-10-19-6-25 21-9-3-12-20 | IMPROPER USE OF MACHINERY COULD                                                                                          | الإستخدام الغير المناسب للألة قد                                                           | المدمجة                         |
| إلى القبو | 12-19-23-20 4-9 3-4-4-19-6 21-23-4-23-5-4-6-9-8-16-19 | LEAD TO UTTER CATASTROPHE                                                                                                | يؤدي إلى كارثة مطلقة                                                                       | المدمجة                         |
| حرب الجولف | NLMXQWWN IIZ LZFNF | REMEMBER BIG HENRY | تذكر هينري الكبير                                                                          | شفرة فيجينير (المفتاح: WHATEVS) |
| حرب الجولف | 9-12-20 11-23-10 5-12-19-19-8-15-10-17 9-10 4-6-19 17-6-19-19-10 | OLD MAN SLEEPING ON THE GREEN                                                                                            | الرجل العجوز ينام على العشب                                                                | المدمجة                         |
| حرب الجولف | 21-23-10'4 16-19-12-8 22-3-4 1-9-10-20-19-6 1-16-23-4 16-19'5 5-19-19-10 | CAN'T HELP BUT WONDER WHAT HE'S SEEN                                                                                     | لا يمكنه المساعدة لكن تخيل ما قد رأي                                                       | المدمجة                         |
| مسرح عرائس الجوارب | | |                                                                                            | المدمجة                         |
| KFIV VMVITB، MLG HPRM ZMW YLMV | PURE ENERGY، NOT SKIN AND BONE | الطاقة النقية، ليست بشرة وعظام                                                                                           | أتباش                                                                                      |                                 |
| IRHRMT ORPV GSV HSVKZIW GLMV | RISING LIKE THE SHEPARD TONE | يصعد كنغمة شيبرد | أتباش                                                                                      |                                 |
| ZLGGOH | WIDDLE | ويدل (مفتاح أول حلقة) | قيص                                                                                        |                                 |
| VKLIWHU | SHIFTER | متغير (مفتاح ثاني حلقة)                                                                                                  | قيص                                                                                        |                                 |
| ZKDWHYV | WHATEVS | وات إيفس (مفتاح ثالث حلقة)                                                                                               | قيص                                                                                        |                                 |
| EHDUR | BEARO | بيارو (مفتاح الحلقة الرابعة)                                                                                             | قيص                                                                                        |                                 |
| YM’KL ECN PPK WFOM UBR KQVXNLK، DCI SIK’U VDA JFTOTA AYQ BWL VVCT "EBTGGB BHWKGZH" HVV: TMEASZFA LOS YCDT PRWKTIYEKGL DBV XQDTYRDGVI | WE’VE ALL HAD SOME FUN TONIGHT، BUT LET’S NOT FORGET WHO THE REAL "PUPPET MASTERS" ARE: REPTOIDS WHO HAVE INFILTRATED OUR GOVERNMENT                                                                                                 | لقد حظينا جميعان ببعض المرح الليلة، لكن دعونا لا ننسى من يكون حقًا سيد العرائس: هؤلاء الفضائيون الذين تسلللوا إلى حكومتنا | فيجينير (المفتاح: CIPHER)                                                                  |                                 |
| 10-9 8-3-8-8-19-4 5-4-6-15-10-17-5 21-23-10 16-9-12-20 11-19 20-9-1-10                                                               | NO PUPPET STRINGS CAN HOLD ME DOWN | لا توجد خيوط دمى قط تقيدني                                                                                               | المدمجة                                                                                    |                                 |
| 5-9 8-23-4-15-19-10-4-12-25 15 1-23-4-21-16 4-16-15-5 4-9-1-10                                                                       | SO PATIENTLY I WATCH THIS TOWN | لذا فأنا أراقب هذة المدينة بصبر                                                                                          | المدمجة                                                                                    |                                 |
| 23-22-10-9-6-11-23-12 5-9-9-10 1-15-12-12 22-19 4-16-19 10-9-6-11                                                                    | ABNORMAL SOON WILL BE THE NORM | الغير عادي قريبًا سيكون العادي                                                                                            | المدمجة                                                                                    |                                 |
| 19-10-14-9-25 4-16-19 21-23-12-11 22-19-18-9-6-19 4-16-19 5-4-9-6-11                                                                 | ENJOY THE CALM BEFORE THE STORM | أستمتعوا بالهدوء الذي يسبق العاصفة                                                                                       | المدمجة                                                                                    |                                 |
| سوس والفتاة الحقيقية | 01010011010100000100000101000011010001010100 10100100000101001101010101000101011101001111 | SPACEJAMTWO | سبيس جام 2                                                                                 | نظام عد ثنائي                   |
| سوس والفتاة الحقيقية | BRTYMEMNX QBR HRRQPEE | ANTHYDING CAN HADPLEN | أى شيء فد يحدس                                                                             | فيجينير (المفتاح: BEARO)        |
| سوس والفتاة الحقيقية | 1-15-10-10-15-10-17 16-19-23-6-4-5 22-25 20-23-25-12-15-17-16-4 | WINNING HEARTS BY DAYLIGHT                                                                                               | يفوز بقلوب في وضح النهار                                                                   | المدمجة                         |
| سوس والفتاة الحقيقية | 8-9-5-5-19-5-5-15-10-17 6-9-22-9-4-5 22-25 11-9-9-10-12-15-17-16-4 | POSSESSING ROBOTS BY MOONLIGHT                                                                                           | أمتلاك الأليين على ضوء الليل                                                               | المدمجة                         |
| سوس والفتاة الحقيقية | 16-19-6 19-11-9-4-15-9-10-23-12 22-23-17-17-23-17-19 15-5 23 6-19-23-12 18-6-15-17-16-4 | HER EMOTIONAL BAGGAGE IS A REAL FRIGHT                                                                                   | أمتعتها من المشاعر مخيفة حقًا                                                               | المدمجة                         |
| سوس والفتاة الحقيقية | 5-16-19 16-23-5 4-16-19 9-10-19 10-23-11-19 17-15-18-18-23-10-25 | SHE HAS THE ONE NAME GIFFANY                                                                                             | هي تملك إسمًا واحدًا غيفاني                                                                  | المدمجة                         |
| رعب محل الهدايا الصغير | PVREK BIG QF. JCDQZRF’ ZNVEFH OBCX: "C BEWRS VVUTBFL BT BKNX CVAY BKNX CVAY BKNX" | CHECK OUT DR. WADDLES’ LATEST BOOK: "A BRIEF HISTORY OF OINK OINK OINK OINK OINK"                                        | تفدق يا د. وادلز أخر كتاب: "نبذة عن تاريخ الأوينك أوينك أوينك أوينك"                       | فيجينير (المفتاح: NONCANNON)    |
| رعب محل الهدايا الصغير | 23-12-12 23-10-15-11-23-4-15-9-10 | ALL ANIMATION | جميع الرسوم المتحركة                                                                       | المدمجة                         |
| رعب محل الهدايا الصغير | 15-5 22-12-23-21-13 11-23-17-15-21 | IS BLACK MAGIC | هي سحر أسود                                                                                | المدمجة                         |
| جماعة العين العمياء | (نص مشفر بشفرة الرموز) | IF MY SUSPICIONS ARE CORRECT، THIS IS THE WORK OF FIDDLEFORD. DOES HE REALLY HAVE TO GO TO SUCH GREAT LENGTHS TO FORGET  | لو كانت إفتراضاتي صحيحة، هذا من عمل فيدلفورد. هل حقًا عليه أن يعبر كل تلك المسافة لينساها؟  | شفرة الرموز                     |
| جماعة العين العمياء | MXNGVEECW MW SLAWW. SUL FPZSK MW SOJMRX. | IGNORANCE IS BLISS. BUT BLISS IS BORING.                                                                                 | التجاهل عمىً. لكن العمى ملل.                                                                | فيجينير: (المفتاح ERASE)        |
| جماعة العين العمياء | 17-15-20-19-9-10’5 4-23-10-4-6-3-11-5 11-15-5-5-8-19-12-12-19-20 4-23-4-4-9-9-5، | GIDEON’S TANTRUMS، MISSPELLED TATTOOS،                                                                                   | نوبات غضب غيديون، وشوم خاطئة.                                                              | المدمجة                         |
| جماعة العين العمياء | 5-16-23-10-20-6-23’5 6-19-14-19-21-4-15-9-10-5، 5-9-21-15-19-4-25’5 2-15-19-1-5، | SHANDRA’S REJECTIONS، SOCIETY’S VIEWS،                                                                                   | رفض شاندرا، رؤية المحتمع.                                                                  | المدمجة                         |
| جماعة العين العمياء | 23 18-19-23-6 9-18 1-15-4-21-16-19-5، 23 12-15-18-19 9-18 6-19-17-6-19-4، | A FEAR OF WITCHES، A LIFE OF REGRET،                                                                                     | الخوف من الساحرات، حياة من الندم.                                                          | المدمجة                         |
| جماعة العين العمياء | 4-16-19-5-19 23-6-19 4-16-19 4-16-15-10-17-5 4-16-23-4 4-16-19-25 4-6-25 4-9 18-9-6-17-19-4 | THESE ARE THE THINGS THAT THEY TRY TO FORGET                                                                             | هناك هذة الأشياء التي يحاولون نسيانها                                                      | المدمجة                         |
| لعبة بليندن | FOC'T FW MVV VIBE EZBAV KF NOW KTB'K FO IHG BBAV VIBE. | DON’T DO THE TIME CRIME IF YOU CAN’T DO THE TIME TIME.                                                                   | لا تقم بفعل جريمة الزمن، أن لم تقدر أن تفعل وقت الزمن.                                     | فيجينير (المفتاح: CAPACITOR)    |
| لعبة بليندن | 14-9-15-10 4-16-19 4-15-11-19 8-23-6-23-20-9-26 23-2-9-15-20-25-10-21-19 19-10-18-9-6-21-19-11-19-10-4 5-7-3-23-20-6-9-10! | JOIN THE TIME PARADOX AVOIDANCE ENFORCEMENT SQUADRON!                                                                    | أدخل إلى مفارقة الزمن، تجنب تطويق السرب.                                                   | المدمجة                         |
| لعبة بليندن | 17-6-19-23-4 16-9-3-6-5! | GREAT HOURS! | ساعات رائعة!                                                                               | المدمجة                         |
| لعبة بليندن | 5-9-12-15-20 22-19-10-19-18-15-4-5 | SOLID BENEFITS | الفوائد الصلبة!                                                                            | المدمجة                         |
| لعبة بليندن | 5-15-17-10 3-8 25-19-5-4-19-6-20-23-25! | SIGN UP YESTERDAY! | سجل أمسًا!                                                                                  | المدمجة                         |
| إله الحب (مغني الحب) | O SAM KVGS. | I EAT KIDS. | أنا أكل الأطفال                                                                            | فيجينير (المفتاح: GOATANDAPIG)  |
| إله الحب (مغني الحب) | 23-4 4-16-19 8-12-23-25 9-6 23-4 4-16-19 18-23-15-6، | AT THE PLAY OR AT THE FAIR،                                                                                              | في المسرح أو المعرض،                                                                       | المدمجة                         |
| إله الحب (مغني الحب) | 15 23-12-1-23-25-5 5-19-19 4-16-19-11 5-4-23-10-20-15-10-17 4-16-19-6-19 | I ALWAYS SEE THEM STANDING THERE                                                                                         | دائمًا أراهم يقفون هناط                                                                     | المدمجة                         |
| إله الحب (مغني الحب) | 20-6-19-5-5-19-20 15-10 22-12-23-21-13 4-16-19-25'6-19 9-10 11-25 12-23-1-10، | DRESSED IN BLACK THEY'RE ON MY LAWN،                                                                                     | متردين ردائًا أسود، أنهم على عشبي،                                                          | المدمجة                         |
| إله الحب (مغني الحب) | 22-3-4 1-16-19-10 15 4-3-6-10 11-25 16-19-23-20 4-16-19-25'6-19 17-9-10-19 | BUT WHEN I TURN MY HEAD THEY'RE GONE.                                                                                    | لكن عندما أدرت وجهي، قد أختفوا.                                                            | المدمجة                         |
| لغز قصر النورثويست | PYOL YS QH LLFDJW: UAH DNCVFW ZTCKW XKG WFFWWKNLLMRP? WISAGCXJ AR WKUISW! DPX WDSUKXR: LLH UBFO. | NEXT UP ON UTBAHC: DID ALIENS WRITE THE CONSTITUTION? CRAWDADS IN TIARAS! AND FLORIDA: THE SHOW                          | التالي على أتباك: هل كتب الفضائيون الدستور؟ كرودادز في التيجان! وفلوريدا: الجليد           | فيجينير (المفتاح: CURSED)       |
| لغز قصر النورثويست | 5-4-23-10-15-5-10-9-4-1-16-23-4-16-19-5-19-19-11-5 | STANISNOTWHATHESEEMS | ستان ليس كما يبدو                                                                          | المدمجة                         |
| لغز قصر النورثويست | 5-4-23-10-15-5-10-9-4-1-16-23-4-16-19-5-19-19-11-5 | STANISNOTWHATHESEEMS | ستان ليس كما يبدو                                                                          | المدمجة                         |
| لغز قصر النورثويست | 5-4-23-10-15-5-10-9-4-1-16-23-4-16-19-5-19-19-11-5 | STANISNOTWHATHESEEMS | ستان ليس كما يبدو                                                                          | المدمجة                         |
| ليس كما يبدو (عودة ستان) | (نص مشفر بشفرة الرموز) | MY COMPASS GOES HAYWIRE THE CLOSER I GET TO THEM. DOES THIS MEAN WHAT I THINK IT DOES? THE ANSWER MAY BE UNDERGROUND     | بوصلتي يصيبها الجنون كلما صرت أقرب لهم. هل هذا يعني ما أفكر فيه؟ الأجابة قد تكون تحت الأرض | شفرة الرموز                     |
| ليس كما يبدو (عودة ستان) | JXYDPHQW | GUVAMENT |                                                                                            | قيصر                            |
| ليس كما يبدو (عودة ستان) | LAR ZPUHTFTY XWEUPJR GHGZT | THE ORIGINAL MYSTERY TWINS                                                                                               | توءاما الغموض الأصليان                                                                     | فيجينير (المفتاح: STNLYMBL)     |
| ليس كما يبدو (عودة ستان) | 4-16-15-6-4-25 25-19-23-6-5 23-10-20 10-9-1 16-19’5 22-23-21-13 | THIRTY YEARS AND NOW HE'S BACK                                                                                           | ثلاثين عامًا والآن هو قد عاد                                                                | المدمجة                         |
| ليس كما يبدو (عودة ستان) | 4-16-19 11-25-5-4-19-6-25 15-10 4-16-19 11-25-5-4-19-6-25 5-16-23-21-13 | THE MYSTERY IN THE MYSTERY SHACK                                                                                         | الغموض في كوخ الغموض                                                                       | المدمجة                         |
| حكاية الأثنين ستان | TIZOLHAJSIW CKMMWZPMKQ: GLY KJQBH | BACKUPSMORE UNIVERSITY: YOU TRIED                                                                                        | УНИВЕРСИТЕТ БЕКЪПСМОР: ТИ ОПИТА                                                            | فيجينير (المفتاح: SIXER)        |
| حكاية الأثنين ستان | 23 5-4-3-22-22-9-6-10 4-9-3-17-16 10-19-1 14-19-6-5-19-25 10-23-4-15-2-19 | A STUBBORN TOUGH NEW JERSEY NATIVE                                                                                       |                                                                                            | المدمجة                         |
| حكاية الأثنين ستان | 18-15-12-22-6-15-21-13 1-23-5-10'4 4-9-9 21-6-19-23-4-15-2-19 | FILBRICK WASN’T TOO CREATIVE                                                                                             | فلبريم لم يكون مبدعًا جدًا                                                                   | المدمجة                         |
| حكاية الأثنين ستان | 16-23-2-15-10-17 4-1-15-10-5 1-23-5 10-9-4 16-15-5 8-12-23-10 | HAVING TWINS WAS NOT HIS PLAN                                                                                            | الحصول على توأم لم يكن خطته                                                                | المدمجة                         |
| حكاية الأثنين ستان | 5-9 16-19 14-3-5-4 5-16-6-3-17-17-19-20 23-10-20 10-23-11-19-20 22-9-4-16 5-4-23-10 | SO HE JUST SHRUGGED AND NAMED BOTH STAN                                                                                  | لذا فقد هز كتفيه ودعا الأثنين ستان                                                         | المدمجة                         |
| زنزانات، زنزانات والمزيد من الزنزانات                                                                                                | VXFQLKB-AYRTHHEJ! | EXCELSI-WHATEVER! |                                                                                            | فيجينير (المفتاح: RADMASTER)    |
| زنزانات، زنزانات والمزيد من الزنزانات                                                                                                | 18-3-10 23-10-20 17-23-11-19-5 23-6-19 17-6-19-23-4 20-15-5-4-6-23-21-4-15-9-10-5 | FUN AND GAMES ARE GREAT DISTRACTIONS                                                                                     | المرح والألعاب أدوات إلهاء ممتازة                                                          | المدمجة                         |
| زنزانات، زنزانات والمزيد من الزنزانات                                                                                                | 22-3-4 5-11-23-12-12 4-16-15-10-17-5 21-23-10 16-23-2-19 21-16-23-15-10 6-19-23-21-4-15-9-10-5 | BUT SMALL THINGS CAN HAVE CHAIN REACTIONS                                                                                | لكن الأشياء الصغيرة قد يكون لها تفاعلًا تسلسليًا                                             | المدمجة                         |

## النسخة العربية
تمت أعمال دبلجة مسلسل ديزني غرافيتي فولز في ستوديو تنوير للدبلجة بالأردن، وتمت ترجمة النص على يد المترجمة عبير إرشاد، وتم إخراجه على يد المخرج معز مهنا ومزج المسلسل على يد فني المزج رائد موسى وتم الأشراف على المسلسل إبداعيًا على يد المشرف نصر عناني.

### الأداء الصوتي
- عبد الله حمادة - تايرون، ديبر (الموسم الأول)
- أحمد الآغا - سوس، ديبر (الموسم الثاني)
- وفاء عبد الله - ميبل
- هشام حمادة - العم ستان، المأمور بلابس، ستان الشمعي
- ولاء خوالدة - ويندي، جيفاني
- ماهر جابر - جيري

### إختلافات بين النسخة العربية والإنجليزية
- لا تنتهي شارة البداية برسالة عكسية مهموسة لتوضح كيفية حل الشفرة.
- تسمى حلقة ليس كما يبدو باسم عودة ستان.
- لا يتم منادة بل سايفر بإسمه الكامل.
- حلقة إله الحب تم تسميتها مغني الحب.
- حلقة ويردماغدن تمت تسميتها عالم الغرائب.
- حلقة ويردماغدن 2: الهروب من الواقع تم تسميتها "عالم الغرائب 2: إنكار القدر.
- عوضًا عن الجمع بين كلمتي «العم» و«الجد الأعظم»، يتم مناداة التوأم ستان بـ«عمي ستان» و«عمي فورد».
- يسمى الكشك الغموض في النسخة العربية، «الكوخ الغامض».
- حلقة «صعود غيديون» هي الوحيدة بشفرة سايفر في نهاية الحلقة بينما لا يحتوي البقية على جمل مشفرة.
- تمت إزاله الشعار من قبعة ستان نتيجة لتمثيلها رمز الشرينرز حتى تم تغيرها من قبل ديزني وعرضت لأول مرة في حلقة الحفرة عديمة القعر. تم عمل هذا التغير في أماكن أخرى حول العالم تضمنت إيطاليا.

## منتجات متعلقة (مطبوعات)

### دليل ديبر وميبل للغموض والمرح اللا متوقف!
دليل ديبر وميبل للغموض والمرح اللا متوقف! (بالإنجليزية: Dipper's and Mabel's Guide to Mystery and Nonstop Fun!) هو كتاب مطبوع من كتابة كاتب خفي وبرسم توضيحي من روب رينزيتي وشين هوجتون، تم نشره من قبل صحافة ديزني في 7 أكتوبر من العام 2014. يتكون الكتاب من 160 صفحة مع غلاف أمامي وخلفي مقوى. ضمن الكتاب يعثر ديبر على كتابٍ أخر يقال أنه ملعون، لكن ديبر يستخدمه لتدوين غرائب مدينة غرافيتي فولز تماما كالدفاتر الواردة بالمسلسل، ونتيجة لألحاح إخته ميبل يوافق دديبر على جعلها تدون ملاحظتها في الكتاب إيضًا.

### الدفتر الثالث

الغلاف الأمامي للدفتر الثالث

الدفتر الثالث (بالإنجليزية: Journal 3) هو النسخة الحية المطابقة للدفترة الثالث الوارد بالمسلسل، حيث يتضمن كل صفحة ورد ذكرها في المسلسل أو تم رؤيتها بالإضافة إلى عشرات الصفحات الجديدة وتدوينات ديبر وميبل منذ حصولهم على الدفتر. يتكون الدفتر من 288 صفحة مع غلاف مقوى، تم تأليف الكتاب من قبل ألكس هيرش وروب رينزتي صدر الدفتر الثالث لأول مرة بتاريخ 26 يونيو من العام 2016. نتيجة للنجاح الضخم الذي حققه الكتاب، قررت ديزني نشر نسخة معدلة منه ضمت بعض الإضافات والتي تضمنت بعض المميزات الخاصة كالكتابة المخفية والتي لا تظهر سوى تحت الضوء الأسود، توقيع يدوي من ألكش هيرش وعدسة مكبرة تمامًا كنسخة المسلسل من الكتاب. صدر منه ألف نسخة فقط بتاريخ 24 فبراير من العام 2017. لكن مع زيادة الطلب على الكتاب من قبل موعد إصداره قررت الشركة طباعة مجموعة أخرى في 13 يونيو من نفس العام.

### ديبر وميبل ولعنة كنز قراصنة الزمن!
ديبر وميبل ولعنة كنز قراصنة الزمن! (أختار مغامرة من اختيارك) (بالإنجليزية: Dipper and Mabel and the Curse of the Time Pirates' Treasure!: Select Your Own Choose-Venture) هو كتاب مطبوع من نوعية أختر مغامرتك الخاصة والتي تتخصص في تحويل مهمة القاريء إلى بطل الحكاية، حيث يعمل على إتخاذ القرارات ومتابعة الأحداث والتأثر بالقرارات تلك كأنه بطل الحكاية. صدر الكتاب رسميًا في 26 يوليو من العام 2016.الكتاب يعتبر غير رسمي من ناحية القصة بالنسبة للمسلسل، حيث يتضمن الكتاب عدة نهايات فلا يمكن اعتبار إي منهم رسمي، رغم ذلك يحتوي الكتاب على أحد الأسرار والتي تعتبر رسميةً ضمن القصة الأصلية حينما يسأله ديبر عفريت الماء عن ما يعرف بل سايفر يجيب قائلًا بعد الجمل تتضمن حكاية عن ماضي بل وحاضره.

## منتجات متعلقة (إصدارات عرض منزلي)

### غرافيتي فولز: ست حكايات غريبة
ست حكايات غريبة (بالإنجليزية: Gravity Falls: Six Strange Tales) هو أول إصدار عرض منزلي أو إصدار دي في دي ليصدر لمسلسل جرافيتي فولز. صدر الإصدار في 15 أكتوبر من العام 2013، بتوزيع من شركة بوينا فيستا وبدمة إجمالية من 129 دقيقة. يتضمن الإصدار أول ست حلقت من الموسم الأول لمسلسل غرافيتي فولز السياح محتجزون وصولًا إلى ديبر ضد الرجولة. يحتوي القرص على مسار صوت باللغة الإنجليزية بالإضافة إلى ست مسارات صوتية أخرى، كما يحتوي على ترجمة إنجليزية أيضًا بالإضافة إلى ترجمة إضافية إلى تسع لغات مختلفة. يأتي الإصدار مصحوبًا بنسخة من الدفتر الثالث مختلفة عن النسخة التي صدرت في عام 2016، تضم هذه النسخة بعض الصفحات الواردة بالمسلسل مع كتابة خفية لا تظهر إلا بانعكاس الضوء فقط.

### غرافيتي فولز: أكثر غرابة
غرافيتي فولز: أكثر غرابة (بالإنجليزية: Gravity Falls: Even Stranger) هو ثاني إصدار عرض منزلي يصدر لمسلسل غرافيتي فولز. صدر الإصدار في 26 أغسطس من العام 2016. يتكون الإصدار من ثمان حلقات، بلغت مدتهم 176 دقيقة. ويحتوي الإصدار على ثلاث مسارات صوتية وثلاث نصوص ترجمة مصاحبة باللغات الإنجليزية والفرنسية والأسبانية.

## معلومات إضافية
- كان من المفترض أن توجد ضمن الحلقات القصيرة حلقة تحت عنوان دليل ميبل للموت تتحدث فيها عن التعامل مع خبر وفاة أحد ما.
- يتم استعمال مدة العرض الكاملة لحلقة واحدة، على عكس مسلسلات قناة ديزني وديزني إكس دي الحديثة كمدرسة الأسماك وفارس وفادي وستار ضد قوى الشر والتي تعرض على شكل حلقتين من مدة 11 دقيقة في مدة العرض الأساسية.
- تم إستوحاء شخصيتي ديبر وميبل من الشخصية الواقعية لكتاب المسلسل ألكس هيرش وأخته أريل هريش.
- تم أعداد رسم وتحريك المسلسل في كوريا، من قبل عدة شركات تضمنت ديجيتال إي موشن وستوديوهات رو درافت وستوديوهات يرأم.
- جميع الخلفيات تم رسمها على برنامج أدوبي فوتوشوب.[21]
- في إعلان مسلسل جرافيتي فولز، حصلت صفحة الأقزام على شكل أكثر رعبًا ودقةً للأقزام الواردين بالمسلسل، رغم ذلك تم تعديل شكلهم في المسلسل والدفتر الثالث بنسخته الواقعية. تم استخدام تلك النسخة في الدفتر الثالث المرفق بإصدر جرافيتي فولز: ست حكايات غريبة.
- في الحلقة التجريبية من المسلسل تم تسمية الدفتر الثالث بأسم مختلف، كان «كتاب الدوكتر كراكبوت للملعونات». رغم ذلك تغير الأسم والشكل القديم عندما تم قبول المسلسل.
- تحتوي أغنية البداية على همسة في نهايتها تدلل على طريقة فك تشفير الشفرة المدرجة وسط أسماء الطاقم نهاية المسلسل.
- أثناء الإعداد لحلقة محاربو الأحلام كان مفترضا أن تكون الحكاية متتابعة داخل عقل كل من الشخصيات الرئيسية الخمس، عوضا عن ذلك تم تبسيط القصة لتكون داخل حلقة العم ستان فقط، لكن رغم ذلك أستخدمت العديد من الأفكار التي وضعت في تلك الحلقة بالحلقة التاسعة والثلاثون ويردماغدن: الهروب من الواقع أو كما بالنسخة العربية عالم الغرائب: إنكار القدر.
- بحلقة صعود غديون ترتدي ميبل سترة مرسوم عليها صورة المغيب، حسب قول مؤلف البرنامج ألكس هيرش ضمن الحلقة الخاصة بين الباينز فأن هذه السترة وضعت لترمز بداية شطر جديد من الحياة المليئة بالمصاعب والأحزان لديبر وميبل. كرر الأمر بحلقة ليس كما يبدو حيث ترتدي ميبل سترة عليها رسمة مفتاح دلالة على كونها المفتاح لعودة ستانلي باينز عبر البوابة.
- أهتم ألكس هيرش والعاملين على المسلسل بترابط الأحداث، فعلى عكس كثير من مسلسلات الرسوم المتحركة فأن ما يحدث في إحدى الحلقات يؤثر على البقية مهما كان صغيرا.
- بحلقة السياح محتجزون يظهر على وجه نورمان بعض المربى على وجهة على شكل دماء. يلطخ نورمان بالمربى نتيجة كون المربى جزء من عزاء ملكتهم السابقة التي توفت قبل أحداث الحلقة بفترة قصيرة.
- بالأصل كان سيسمى الدب المتعدد بأسم الدب الدب، رغم ذلك هذا الأسم تغير لاحقا مع الأبقاء على أحد السطور التي يقولها ديبر يذكر فيها أسمه الأول.
- كان من المفترض ضمن حلقة وحش الغوبلوونكر أن يقوم ماجكت العجوز بغناء أغنية عن الغوبلوونكر، رغم ذلك أزيلت تلك الأغنية لطولها وعدم تناسب الشخصية للغناء.
- النص الثاني من الموسم الثاني للمسلسل يستعرض حكاية الأحداث التي خطط أن تضم للموسم الثالث قبل إلغاءه.
- قبل الحلقة الأخيرة من الموسم الثاني عرضت ديزني إكس دي جميع حلقات المسلسل التسع وثلاثون تحت عنوان «40 يومًا من غرافيتي فولز».

## وصلات خارجية
- غرافيتي فولز على موقع IMDb (الإنجليزية)
- غرافيتي فولز على موقع ميتاكريتيك (الإنجليزية)
- غرافيتي فولز على موقع روتن توميتوز (الإنجليزية)
- غرافيتي فولز على موقع قاعدة بيانات الأفلام العربية
- غرافيتي فولز على موقع فيلمافينيتي (الإسبانية)
- غرافيتي فولز على موقع كينوبويسك (الروسية)
- غرافيتي فولز على موقع ألو سيني (الفرنسية)
- غرافيتي فولز على موقع قاعدة بيانات الفيلم (الإنجليزية)